# Stilles Tal
Stilles Tal (Valea liniștită) este un film german o dramă, care se are loc  după Reunificarea Germaniei. Filmul este produs în anul 2010 în regia lui Marcus Rosenmüller.

## Acțiune
După 4 săptămâni de renovare a hotelului "Stilles Tal" care l-au costat 20 000 euro, Thomas Stille ("Stumphy") poate în șfârșit să redeschidă localul din Müglitztal, Saxonia. Spre surpriza lui sosește fostul proprietar din Germania de Vest, Konrad Huberty (Atzorn), cu soția sa (Victoria Trautmannsdorff) și o avocată. Între fostul și noul proprietar începe o dispută aprigă, dispută care este câștigată în final de Konrad. Fostul proprietar, Thomas, soția și fiica sa refuză chiar la somația poliției să părăsească localul. Între timp plouă într-una și are loc inundația din 2002, care mătură toată localitatea. Rămâne numai ca o insulă  hotelul grav avariat, în mijlocul apelor. Prin telefonul mobil Konrad află de la avocat, clădirea hotelului nu era asigurată contra inundațiilor, ci numai în timpul când era proprietar Thomas. În fața noii situații optica germanului din vest se schimbă brusc. El renunță la proprietate în favoarea lui Thomas, care moare în clădirea care se surpă, în timpul acțiunilor de salvare.

## Distribuție
- Wolfgang Stumph (Thomas Stille)
- Ulrike Krumbiegel (Barbara Stille)
- Sarah Alles (Dixie Stille)
- Victoria Trauttmansdorff (Anna Huberty)
- Tom Wlaschiha (Olli Reschke)
- Jens Atzorn (Arnd Huberty)
- Niki Finger (Alexandra Neumann)